# Поводковая петля
Поводко́вая пе́тля́ (англ. Farmer’s Halter Loop) — бытовой соединяющий временный узел. Использовали английские фермеры для выгула домашнего скота (коровы, лошади). Узел — нескользящий, противоположен удавке, поэтому не мог повредить животному и задушить его. Для контролируемого сопровождения, мог быть добавлен полуштык, который завязывали вокруг морды (носа) животного. Узел, по своему действию, — схож с магазинной петлёй, однако петля поводкового узла имеет более круглый вид. Также может быть использован для привязи животного накидыванием готовой петли на крюк или кол.

## Способ завязывания
Существуют несколько способов закрепления:
Петлёй, накинутой на шею животного
1. Завязать простой узел на коренном конце верёвки.
2. Завязать простой узел на ходовом конце верёвки.
3. Вставить ходовой конец верёвки в середину узла, с противоположной стороны от выхода ходового конца из узла.
4. Затянуть.

Концом, обёрнутым вокруг шеи животного
1. Завязать узелок на коренном конце верёвки.
2. Завязать узелок на ходовом конце верёвки.
3. Обернуть шею животного ходовым концом и вставить его в середину узла, с противоположной стороны от выхода ходового конца из узла.